# Luigi Richetto
Gioanni-Luigi Richetto, né le 22 mars 1853 à Chanoux en Italie et mort le 14 décembre 1901 aux Îles du Salut en Guyane, est un criminel français d'origine italienne, connu pour être l'auteur de l'« affaire Richetto », c'est-à-dire le meurtre et le dépeçage de deux veuves lyonnaises en 1898-1899. Il est arrêté le 9 janvier 1900, puis condamné à perpétuité en 1901 ; il purge sa peine au bagne de Guyane où il meurt le 14 décembre 1901.

## Biographie
Gioanni Luigi Richetto naît le 22 mars 1853 à Chanoux, en Italie, de Luigi Ricchetto et Maddalena Giai et est baptisé le lendemain dans l'église San Pietro Apostolo.
Son père Luigi, ayant dépensé tout l'argent reçu de son père , part à Turin et trouve un emploi à la section des Tapissiers de la Maison Royale, dont il est renvoyé vers 1866 ou 1867 pour vol de lampes d'argent dans la Chapelle du Saint-Suaire. En mai 1872, alors détenu pour vol, il est déclaré atteint « de manie et de démence » et admis à l'Asile Royal d'Aliénés de Turin où il décède le 14 janvier 1873. Sa mère est admise dans le même asile le 11 janvier 1881, atteinte de « folie hystérique à forme mélancolique » et y décède le 17 septembre 1882.
Gioanni Luigi Richetto suit son père à Turin vers 1863 et y termine ses études à l'École professionnelle. Il trouve ensuite un emploi dans la Compagnie des Chemins de fer de Haute Italie.
En 1882, il est arrêté et condamné à 5 ans de réclusion pour vol qualifié par la Cour d'Assises de Turin.
À sa sortie de la prison de Fossano en septembre 1887, il séjourne à Bussolin dans la famille de sa mère pendant environ un mois. Il part ensuite pour la France après avoir emprunté de l'argent à la sœur de sa mère. Il passe d'abord par l'Algérie, puis Marseille et enfin Lyon, où il se fixe le 15 décembre 1887.
En 1888, il trouve un emploi de garde-malade. À la mort du malade, ses employeurs le font entrer comme garçon de peine dans leur maison de commerce. Il est renvoyé le 16 décembre 1893, ayant été surpris volant du vin dans la cave, mais aucune poursuite n'est alors engagée contre lui.
Il devient alors apprenti cordonnier puis s'établit à son compte en avril 1894. En juin 1896, il devient concierge dans la maison des Pères Camilliens, 96 Route de Francheville.

## Découverte des corps et arrestation
Le 2 janvier 1900, deux paquets contenant de la chair sont retirés de la boutasse de la propriété Noack, au 116 route de Francheville. Le 4 janvier, en la présence du garde-champêtre, un troisième paquet est retiré. Un charcutier ayant identifié la chair comme du veau, les paquets sont enterrés sur place.
Le lendemain 5 janvier, la boutasse est fouillée de nouveau, et trois paquets supplémentaires ainsi qu'un tronc humain non emballé sont récupérés.
Le 6 janvier, en présence du juge d'instruction et du Dr Lacassagne, le bassin est vidé, et de nouveaux paquets sont découverts, dont deux têtes humaines. Ceux-ci sont emballés dans des journaux d'avril-août 1897 et des morceaux d'étoffes.
Le rapport préliminaire du Dr Lacassagne daté du 7 janvier décrit :
« 1er. les restes d'une femme constitués par un crâne avec cheveux, un bassin, une portion de la colonne vertébrale.

a. Le crâne est celui d'une femme âgée de 60 à 70 ans environ. Il manque le maxillaire inférieur. Les cheveux sont gris : il y a une fausse natte constituant un chignon imprégné de poussières charbonneuses.
b. Le bassin est complet : il y a les têtes des deux fémurs bien sectionnés à la scie.
La transformation des muscles et tissus en adipocire montre un séjour dans l'eau de plus d'un an.
2e. Seize fragments constituent le corps à peu près complet d'une femme âgée de 60 ans environ édentée d'un poids d'environ 70 kilogs. Cette femme était de petite taille très grasse : elle aurait été reconnue par une laitière du pays qui est venue ce matin accompagnée par le garde champêtre. L'épreuve de la docimasie hépatique nous permet de dire que cette femme est morte en pleine digestion.
De plus une blessure par instrument contondant à la partie supérieure du crâne sur le vertex montre que cette femme a été assommée à l'aide d'un instrument contondant tel qu'un marteau.

Sur le sein gauche il y a des ecchymoses nombreuses produites sur le vivant ou pendant la période agonique et qui semblent indiquer des pressions énergiques et comme une marque étrangement spéciale. »
Le 8 janvier, Marceline Luce-Catinot, épouse Loriguet, reconnaît dans la tête exposée à la Morgue sa mère, Augustine Penet, Veuve Luce-Catinot. Elle déclare que dans le quartier où le corps a été retrouvé, elle ne connaissait qu'un nommé Louis, concierge des Pères Camilliens.
À la suite d'une perquisition rapide chez Richetto le 9 janvier, on retrouve chez lui des numéros du journal L'Autorité, datant de la même période que ceux emballant les restes de la veuve Catinot. Ayant appris que Richetto a fait de la prison en Italie, le substitut requiert la mise en arrestation de Richetto. Lors de la perquisition complète qui s'ensuit, on retrouve de nombres taches de sang projeté sur le bas de la porte de communication entre les deux pièces de son logis, des bas de femme marqués AC, et un reçu signé « Veuve Delorme ». Derrière la loge de Richetto, on retrouve aussi une grande quantité de chaux mélangée à de la sciure de bois. D'autres indices compromettants sont retrouvés : un couteau de cuisine d'une longueur de 34 cm, enfoncé dans le sol du Clos des Pères Camilliens, une caisse dégageant une odeur nauséabonde et ayant contenu de la chaux et de la sciure de bois. Une nouvelle perquisition dans la loge de Richetto montre que le plancher du grenier est saturé de graisse sanguinolente.
Le 26 janvier, d'autres débris humains sont retrouvés dans une haie du Chemin des Graviers, à Saint-Fons.

## Victimes
Au cours de l'instruction, il est mis en cause dans quatre affaires :

### 24 avril 1893: Assassinat de la femme Bernaz
François Marie Lucien Bernaz, né en 1811, épouse à Lyon le 18 octobre 1849, Marie Pierrette Couturier, née en 1828. Ils partent ensuite pour l'Amérique du Sud, où ils s'installent d'abord à Buenos Aires, puis à Montevideo.
Ils reviennent en France début 1890. Luigi Richetto effectue quelques petits travaux pour eux, et leur procure un logement au rez-de-chaussée du 55 Cours Gambetta.
Le 24 avril 1893, Bernaz, ne pouvant entrer dans la chambre de sa femme fermée à clé, demande à un voisin de passer par la fenêtre. Ils découvrent alors le corps de Mme Bernaz, « étendu sur le dos et reposant tout habillé sur le parquet. Le visage était couvert de sang et portait des traces de coups à la tempe ainsi que des égratignures autour du cou. »
Le 29 avril, Richetto est entendu, mais peut justifier de son emploi du temps, et il n'est pas inquiété.
Les soupçons se portent un temps sur le mari, mais les poursuites sont rapidement abandonnées et l'affaire est classée.

### 7 décembre 1894: Assassinat et dépeçage de Planial
Régis Planial, marchand de meubles, âgé de 55 ans, disparaît de son domicile 68 Rue Montesquieu le 7 décembre 1894, laissant derrière lui la porte ouverte et la lampe allumée. La concierge signale sa disparition le lendemain.
Le 11 décembre 1894, un marinier repêche dans le Rhône, vers Saint-Fons au niveau de l'île de Pierre-Bénite, un sac contenant la moitié supérieure d'un tronc humain.
Le 21 avril 1895, un promeneur trouve sur l'île Badet, à La Roche-de-Glun, un second tronçon de cadavre comprenant le bassin et la partie supérieure des cuisses.
Le 20 novembre 1895, on retrouve la jambe gauche au Pouzin.
Le 25 novembre 1895, un pêcheur trouve sur les bords de l'île Sainte à Saint-Rambert-d'Albon la jambe droite.
Le rapport du Dr Lacassagne établit que les morceaux appartiennent au même cadavre masculin. L'individu mesurait entre 168 et 174 cm et il était âgé de 45 à 60 ans.
Des plaies, dont certaines pénétrantes, sont relevées. Elles ont été faites par un instrument long et pointu, tel qu'une canne-épée. Il y a aussi des marques de strangulation au niveau du cou. La décapitation a été effectuée alors que la victime était encore en vie ou venait tout juste de mourir.

### 21 juillet 1898: Assassinat et dépeçage de la veuve Delorme
Marguerite Long, veuve d'Auguste Delorme, 63 ans, revendeuse, disparaît de son domicile, 27 Rue des Trois-Pierres, le 21 juillet 1898. Ses voisins soupçonnent qu'elle a été assassinée dans un guet-apens pour lui voler son argent, mais la police ne trouve aucun indice dans ce sens.
Richetto a visité plusieurs fois son domicile et la veuve Delorme parle d'aller à Saint-Just quelques jours avant sa disparition.
On retrouve chez Richetto des effets ayant appartenu à la veuve Delorme, notamment une tabatière en argent.

### 19 décembre 1899: Assassinat et dépeçage de la veuve Catinot
Richetto fait la connaissance d'Augustine Penet veuve Luce-Catinot vers 1892. Il gagne sa confiance et l'aide à acquérir son fonds de laiterie Rue Dunoir. Elle le visite plusieurs fois à son domicile, et le jour de sa disparition, parle à plusieurs personnes de son projet d'aller à Saint-Just.
La veuve Catinot est d'abord assommée d'un coup porté à la tête, puis frappée de cinq coups de couteau, et sa poitrine est violemment comprimée.
Après le 22 décembre, Richetto effectue de nombreux achats, sans rapport avec son salaire modeste.

## Réquisitoire et procès
Le manque d'une preuve matérielle et directe dans l'assassinat de la femme Bernaz ne permet pas de retenir cette inculpation.
Les morceaux de cadavres retrouvés dans le Rhône en 1894 et 1895 n'ayant jamais été formellement identifiés comme le corps de Régis Planial, les charges ne sont pas retenues non plus contre Richetto dans cette affaire.
L'acte d'accusation porte donc sur :
1. à Lyon le 16 décembre 1893, la soustraction frauduleuse d'une quantité de vin, au préjudice des Sieurs Guigue et Jovet ;
2. à Lyon le 21 juillet 1898, l'homicide volontaire sur la personne de la dame Marguerite Long veuve Delorme, avec préméditation, dans le but de faciliter la soustraction frauduleuse ci-après ;
3. à Lyon le 21 juillet 1898, la soustraction frauduleuse de divers objets, au préjudice de ladite dame Marguerite Long veuve Delorme ;
4. à Lyon le 19 décembre 1899, l'homicide volontaire sur la personne de la dame Augustine Penet veuve Luce-Catinot, avec préméditation, dans le but de faciliter la soustraction frauduleuse ci-après ;
5. à Lyon le 19 décembre 1899, la soustraction frauduleuse de divers objets, au préjudice de ladite dame Augustine Penet veuve Luce-Catinot[32].

Au terme du procès, le jury le prononce coupable à la majorité pour la plupart des chefs d'accusation. Le pourvoi en cassation est rejeté le 10 mai 1901.
Le 29 juin 1901, il est condamné aux travaux forcés à perpétuité.

## Criminologie

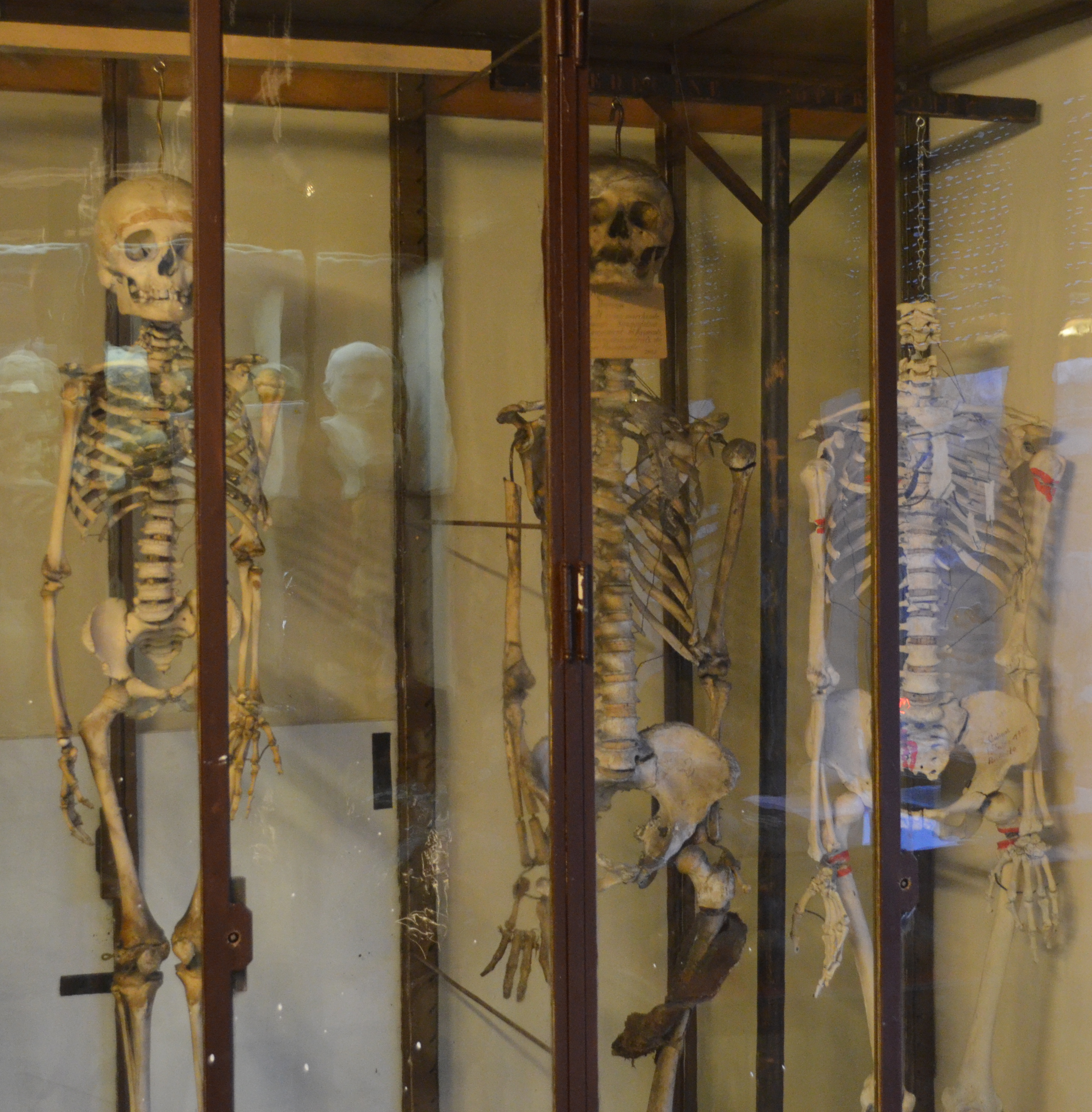
Reconstitution des squelettes des victimes de Richetto au musée Testut-Latarjet.

- Alexandre Lacassagne s'est particulièrement intéressé à lui dans le cadre d'une expérience durant laquelle il a fait écrire et rédiger des autobiographies à dix criminels, dont Richetto[37]. Richetto a ainsi rédigé 117 pages des « Mémoires de Richetto » entre les 14 et 21 juillet 1901[38] (durant son procès).

- Les squelettes des victimes ont été reconstitués au musée Testut-Latarjet et y sont exposés[39].